# Neil McCormick
Neil McCormick (* 31. března 1961) je anglický hudební publicista a zpěvák. Narodil se v Anglii, později s rodinou žil ve Skotsku a nakonec v Irsku. V 70. a 80. letech byl zpěvákem několika skupin. V roce 2004 vydal sólové album Mortal Coil. Od roku 1996 působí v deníku The Daily Telegraph. V roce 2003 vydal knihu I Was Bono's Doppelgänger (ve Spojených státech amerických vyšla pod názvem Killing Bono). Kniha byla inspirací pro film Je třeba zabít Bona (2011). Je rovněž ghostwriterem knihy U2 by U2.